# 収束型境界
収束型境界（しゅうそくがたきょうかい）とは、プレートテクトニクス理論において、プレート同士が接近している境界のこと。圧縮力が働いており、多くの場合片側のプレートがもう一方のプレートの下に沈み込んで海溝となる。

## 種類
衝突している2つ（3つ以上の場合もある）のプレートの比重に十分な差がある場合、重いプレートが下に、軽いプレートが上になる形で、重いプレートが沈み込んでいく。沈み込んでいく角度は実に様々で、日本海溝のように45度くらいで沈み込んでいく場合もあれば、マリアナ海溝のようにほぼ真下に沈み込んでいく場合もある。このパターンは、プレートの比重や柔らかさの違いが原因ではないかといわれているが、詳しくはわかっていない。海溝では、沈み込むプレート上の海底堆積物も沈み込んでいくが、一部は付加体として陸側プレートに地層として蓄積されていく。日本列島各地の地層をなす秩父帯・四万十帯等は数億年～数千万年前に蓄積された付加体である。
主な例
- （⇒は左のプレートが右のプレートの下に沈み込むことを示す）
- 太平洋プレート⇒北アメリカプレート : アラスカ海溝、アリューシャン海溝、千島・カムチャツカ海溝、日本海溝 : アラスカ南部、アリューシャン列島、千島列島、北海道、本州東部付近
- 太平洋プレート⇒フィリピン海プレート : 伊豆・小笠原海溝、マリアナ海溝 : 伊豆諸島、小笠原諸島、マリアナ諸島付近
- フィリピン海プレート⇒ユーラシアプレート : 南海トラフ、南西諸島海溝、フィリピン海溝 : 本州西部、四国、九州、南西諸島、フィリピン東部付近
- 太平洋プレート⇒インド・オーストラリアプレート : トンガ海溝、ケルマデック海溝 : トンガ諸島、ケルマデック諸島付近
- ナスカプレート⇒南アメリカプレート : ペルー・チリ海溝 : 南アメリカ大陸西岸

衝突している2つのプレート同士の比重に十分な差がないと、プレート同士が衝突してもどちらかが沈み込んでゆくことはできず、その力は圧縮力として働き続ける。この典型的な例がインド・オーストラリアプレートとユーラシアプレートが衝突しているヒマラヤ山脈・パミール高原周辺である。インドプレート（インドプレートは当初、オーストラリアプレートとは別に運動していた）の北上に伴い、ヒマラヤの岩肌のイエローバンドに見えるように古代インド洋の海底の堆積物が付加体として運ばれたが、ユーラシアプレートとの間で圧縮されて徐々に隆起し、急峻な山脈を形作った。この圧縮力はその北まで波及してチベット高原の隆起にも寄与した。
主な例
- ユーラシアプレート=インド・オーストラリアプレート : ヒマラヤ山脈、パミール高原 : ユーラシア大陸中央部
- 北アメリカプレート-ユーラシアプレート : フォッサマグナ（日本アルプス）、ベルホヤンスク山脈 : 本州中央部、シベリア付近

また、上記とは別に、プレートの組み合わせにより大陸-海洋型、大陸-大陸型、海洋-海洋型の3種類に分けることもある。多くは大陸-海洋型だが、ヒマラヤの様な大陸-大陸型や、ジャワ海溝・トンガ海溝の様な海溝-海溝型もしばしばみられる。
|  |  |  |